# Masta Ace
Masta Ace, pseudonimo di Duval Clear (Brooklyn, 4 dicembre 1966), è un rapper statunitense.

## Storia

### 1988-1994
Ace ha debuttato nel posse cut "The Symphony" (brano contenuto nell'album di Marley Marl In Control), come membro della storica Juice Crew, sotto lo pseudonimo di Master Ace, accompagnato da Craig G, Kool G Rap e Big Daddy Kane. Nello stesso album Ace compare in altre due tracce, "Keep Your Eyes on the Prize" e "Simon Says". Nel 1989, registra il suo primo singolo da solista, "Together" b/w "Letter to the Better". Il suo primo album, Take a Look Around, fu pubblicato dall'etichetta Cold Chillin' di Marley Marl nel 1990, e contiene produzioni di Marl e Mister Cee. Nell'album sono presenti i due famosi singoli "Music Man" e "Me & The Biz", nell'ultimo dei quali Ace canta un verso imitando la voce dell'amico e membro della Juice Crew Biz Markie.
Negli anni che hanno separato l'uscita del primo disco da quella del secondo, Ace fu tormentato dalla piega commerciale e gangsta che stava prendendo la musica hip hop; questi sentimenti sono stati fondamentali nella scelta degli argomenti trattati nel suo secondo album, SlaughtaHouse (1993): Ace infatti si propone ironicamente di portare i falsi MC del gangsta rap nel suo "SlaughtaHouse", cioè nel suo macello. All'album partecipano i membri della sua nuova crew, la Masta Ace Incorporated, i cui membri erano Eyceurokk, Lord Digga, Paula Perry e la cantante R&B Leschea. L'album vendette abbastanza bene, soprattutto grazie ai singoli "SlaughtaHouse", "Saturday Nite Live", "Style Wars" e "Jeep Ass Niguh".
A contribuire al suo successo fu soprattutto il singolo "Born to Roll" (remix della canzone "Jeep Ass Niguh", che campiona un giro di basso dei Kraftwerk) che nel 1994, raggiunse la posizione numero 23 della classifica Billboard Hot 100. Nello stesso anno, assieme ai rapper Special Ed e Buckshot dei Black Moon, Ace divenne un membro della temporanea crew Crooklyn Dodgers, formata in occasione dell'uscita del film Crooklyn di Spike Lee. I Crooklyn Dodgers registrarono la title track della colonna sonora del film, su una produzione degli A Tribe Called Quest. Con questa canzone Ace arrivò una seconda volta, nel corso dello stesso anno, nella Hot 100, questa volta alla posizione numero 60.

### 1995-2000
Masta Ace e la sua crew continuarono nella loro critica al rap commerciale nel 1995, pubblicando l'album Sittin' on Chrome, caratterizzato da brani più facili all'ascolto rispetto ai precedenti. Sittin' on Chrome fu l'album di Ace che vendette di più, e riuscì a piazzarsi nella top 20 della Billboard's Top R&B/Hip Hop chart. L'album contiene i singoli "Born to Roll", "The I.N.C. Ride" e "Sittin' on Chrome". Dopo l'uscita dell'album la Masta Ace Incorporated (ora chiamata anche The I.N.C.) si sciolse. Successivamente alla separazione, Masta Ace è rimasto per un lungo periodo lontano dalla scena, passando per numerose etichette discografiche e pubblicando solo qualche sporadico singolo in vinile. Nel 2000 gli è stata diagnosticata la sclerosi multipla, ma soltanto quindici anni dopo l'artista dichiarerà di soffrirne. 

### 2001-presente
Masta Ace registra nel 2000 il singolo "Ghetto Like", brano che provocò incomprensioni con un altro MC, di nome Boogieman, che aveva da poco registrato un brano simile, intitolato "Ghetto Love". Boogieman accusò Ace di aver copiato il pezzo e registrò una canzone, intitolata "Just You Wait", di dissing nei suoi confronti. Masta Ace rispose scrivendo una canzone contro Boogieman, intitolata "Acknowledge" (presente sull'album Disposable Arts); nella stessa traccia vengono dissati anche gli High & Mighty, a causa di incomprensioni. Questa serie di accuse reciproche sfociò in una sfida in freestyle fra i due, nel corso dell'evento Lyricist Lounge. La battaglia fu vinta da Boogieman: Ace inizialmente dichiarò che lui aveva usato rime completamente improvvisate mentre Boogieman se le era preparate, successivamente però ritrattò la sua posizione attraverso la canzone "Dear Diary" presente sul suo quarto album Disposable Arts, uscito nel 2001. Nel secondo verso della canzone, con riferimento alla battaglia, ammette di aver scritto frettolosamente le sue rime prima dello spettacolo, tuttavia Boogieman, secondo Ace, lo avrebbe battuto utilizzando materiale visibilmente scritto precedentemente: "Whoever let you back in the door should get a smack in the jaw / cause you sure shouldn't be rapping no more / you already proved that at the Lyricist Lounge affair / trying to battle with rhymes you wrote on the way there / maybe next time, you'll know not to play fair / say your best written shit and school 'em like daycare".
Disposable Arts è stato acclamato come uno dei migliori album di underground hip hop del 2001, grazie al suo suono puramente hip hop ai contenuti intelligenti delle liriche, in cui il rapper racconta la storia inventata di una sua permanenza in una scuola di rap chiamata "Institute of Disposable Arts". Il disco è stato inizialmente pubblicato dalla JCOR Records e poi ristampato nel 2005 dall'etichetta di Masta Ace, la M3.
Il suo ultimo album, A Long Hot Summer, è stato molto bene accolto nel 2004. Masta Ace ha anche registrato materiale con altri sei collaboratori, per conto della Masta Ace Incorporated.
Molte delle sue ultime canzoni parlano, in apparenza con frasi senza senso, della vita urbana negli Stati Uniti. Tra queste vi sono "Soda and Soap", "Brooklyn Masala" (incentrata sull'amore tra Ace e un'immigrata pakistana) e "Beautiful".

## Discografia
Album in studio
- 1990 - Take a Look Around
- 1993 - SlaughtaHouse (con Masta Ace Incorporated)
- 1995 - Sittin' on Chrome (con Masta Ace Incorporated)
- 2001 - Disposable Arts
- 2004 - A Long Hot Summer
- 2012 - MA Doom: Son of Yvonne
- 2016 - The Falling Season

Album collaborativi
- 2008 - The Show (con eMC)
- 2009 - Arts & Entertainment (con Edo G)
- 2014 - The Turning Point EP (con eMC)
- 2015 - The Tonite Show (con eMC)
- 2018 - A Breukelen Story (con Marco Polo)

Raccolte
- 2001 - The Best of Cold Chillin: Masta Ace
- 2004 - Hits U Missed
- 2005 - Hits U Missed 2
- 2006 - Grand Masta: The Remix & Rarity Collecion
- 2008 - Hits U Missed Vol. 5
- 2013 - Shelf Life Vol. 1

Singoli/EP
- 1989 - "Together" b/w "Letter to the Better"
- 1990 - "Me & the Biz" b/w "I Got Ta"
- 1990 - "Music Man" b/w "Ace Iz Wild"
- 1991 - "Movin' On" b/w "Go Where I Send Thee"
- 1992 - "Jeep Ass Niguh" b/w "Saturday Nite Live"
- 1993 - "SlaughtaHouse" b/w "Style Wars [Remix]"
- 1993 - "Saturday Nite Live [Horny Mix]" b/w "Saturday Nite Live [L.A. Jay Remix]"
- 1994 - "Born to Roll"
- 1995 - "The I.N.C. Ride" b/w "The Phat Kat Ride"
- 1995 - "Sittin' on Chrome EP"
- 1996 - "Turn It Up" b/w "Top Ten List"
- 1998 - "Cars" b/w "Keep Livin"
- 1998 - "Yeah Yeah Yeah"
- 1999 - "NY Confidential"
- 1999 - "NFL [Not For Long]"
- 1999 - "Express Delivery"
- 2000 - "Spread It Out" b/w "Hellbound [H&H Remix]"
- 2000 - "Brooklyn Blocks" b/w "Last Bref"
- 2000 - "Conflict"
- 2000 - "So Now U a MC?"
- 2000 - "Ghetto Like" b/w "The Outcome"
- 2001 - "Don't Understand" b/w "Acknowledge"
- 2004 - "Good Ol' Love" b/w "The Ways"
- 2004 - "Beautiful" (released with Koolade)
- 2004 - "Da Grind" b/w "Do It Man"
- 2006 - "The Hitman" b/w "Just Get Down" (released with Strick)

## Posizioni in classifica degli album
| Anno | Album              | Posizioni in classifica | Posizioni in classifica | Posizioni in classifica | Posizioni in classifica |
| Anno | Album              | Billboard               | Top R&B/Hip Hop Albums  | Top Independent Albums  | Top Heatseekers         |
| 1990 | Take a Look Around | -                       | numero 38               | -                       | -                       |
| 1993 | SlaughtaHouse      | numero 134              | numero 32               | -                       | numero 6                |
| 1995 | Sittin' On Chrome  | numero 69               | numero 19               | -                       | -                       |
| 2001 | Disposable Arts    | -                       | numero 90               | -                       | -                       |
| 2004 | A Long Hot Summer  | -                       | numero 82               | numero 44               | -                       |

## Posizioni in classifica dei singoli
| Anno | Canzone             | Posizioni in classifica | Posizioni in classifica          | Posizioni in classifica | Album                            |
| Anno | Canzone             | Billboard Hot 100       | Hot R&B/Hip-Hop Singles & Tracks | Hot Rap Singles         | Album                            |
| 1990 | "Music Man"         | -                       | -                                | numero 13               | Take a Look Around               |
| 1990 | "Me & The Biz"      | -                       | numero 47                        | numero 8                | Take a Look Around               |
| 1994 | "Born To Roll"      | numero 23               | numero 33                        | numero 5                | SlaughtaHouse, Sittin' On Chrome |
| 1995 | "The I.N.C. Ride"   | numero 69               | numero 44                        | numero 8                | Sittin' On Chrome                |
| 1995 | "Sittin' On Chrome" | numero 84               | numero 67                        | numero 16               | Sittin' On Chrome                |